# ماوريسيو سيغوفيا
ماوريسيو سيغوفيا (بالإسبانية: Mauricio Segovia) (30 ديسمبر 1977 بسانتياغو في تشيلي - ) هو مدرب كرة قدم ولاعب كرة قدم تشيلي في مركز الدفاع. لعب مع نادي أونيفرسيداد كاتوليكا ونادي بالستينو ويونيون إسبانيولا وكوريكو يونيدو ونادي شمال كارولاينا وPuerto Rico Islanders ‏ وديبورتيس أنتوفاغاستا وProvincial Osorno ‏ وبويرتو مونت ‏ وسان ماركوس دي أريكا ‏ وديبورتيس ماجالانز.

## وصلات خارجية
- ماوريسيو سيغوفيا على موقع قاعدة بيانات كرة القدم.إي يو (الإنجليزية)
- ماوريسيو سيغوفيا على موقع Soccerway.com (الإنجليزية)